# Distretti congressuali del Missouri

Distretti congressuali del Missouri

Lo stato del Missouri è diviso in 8 distretti congressuali, ognuno rappresentato da un rappresentante alla Camera dei rappresentanti degli Stati Uniti.
I distretti sono attualmente rappresentati al 119º Congresso degli Stati Uniti d'America da 6 repubblicani e da 2 democratici.

## Distretti e rispettivi rappresentanti
| Distretto | Rappresentante  | Partito      | CPVI | In carica dal  | Mappa del distretto |
| --------- | --------------- | ------------ | ---- | -------------- | ------------------- |
| 1°        | Wesley Bell     | Democratico  | D+29 | 3 gennaio 2025 |                     |
| 2°        | Ann Wagner      | Repubblicano | R+4  | 3 gennaio 2013 |                     |
| 3°        | Bob Onder       | Repubblicano | R+13 | 3 gennaio 2025 |                     |
| 4°        | Mark Alford     | Repubblicano | R+21 | 3 gennaio 2023 |                     |
| 5°        | Emanuel Cleaver | Democratico  | D+12 | 3 gennaio 2005 |                     |
| 6°        | Sam Graves      | Repubblicano | R+19 | 3 gennaio 2001 |                     |
| 7°        | Eric Burlison   | Repubblicano | R+21 | 3 gennaio 2023 |                     |
| 8°        | Jason Smith     | Repubblicano | R+27 | 4 giugno 2013  |                     |

## Cronologia delle configurazioni
Le tabelle riportano le mappe dei confini dei distretti congressuali dello stato del Missouri, presentati in maniera cronologica. Vengono mostrati tutti i cicli di modifica periodica dei distretti dal 1973 ad oggi.
| Anno      | Cartina dello stato | Dettaglio di Saint Louis |
| --------- | ------------------- | ------------------------ |
| 1973–1982 |                     |                          |
| 1983–1992 |                     |                          |
| 1993–2002 |                     |                          |
| 2003–2013 |                     |                          |
| 2013–2023 |                     |                          |
| Dal 2023  |                     |                          |

## Distretti obsoleti
- Distretto congressuale at-large del Missouri
- Distretto congressuale at-large del Territorio del Missouri
- 9º Distretto congressuale del Missouri
- 10º Distretto congressuale del Missouri
- 11º Distretto congressuale del Missouri
- 12º Distretto congressuale del Missouri
- 13º Distretto congressuale del Missouri
- 14º Distretto congressuale del Missouri
- 15º Distretto congressuale del Missouri
- 16º Distretto congressuale del Missouri